# Spettroscopia di assorbimento atomico

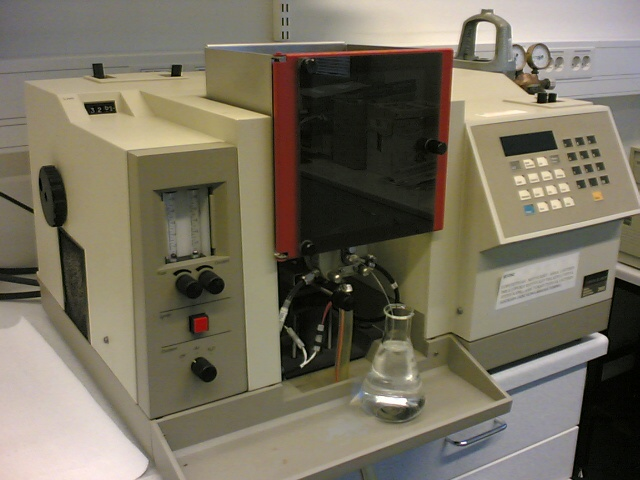
Apparecchiatura da laboratorio per misure di assorbimento atomico.

La spettroscopia di assorbimento atomico (indicata con la sigla inglese AAS, che sta per Atomic Absorption Spectroscopy) è una tecnica analitica strumentale impiegata per la determinazione sia quantitativa sia qualitativa di ioni metallici in soluzione.
Il principio chimico-fisico su cui si basa questa tecnica è il fatto che i livelli energetici atomici sono discreti, pertanto le transizioni elettroniche permesse per eccitazione radiativa sono caratteristiche per ogni atomo. A differenza delle molecole però, gli atomi non contengono sotto-strutture rotazionali o vibrazionali e, pertanto, l'assorbimento di una radiazione elettromagnetica per eccitazione ad un livello energetico superiore non avviene per una banda di frequenze ma ad una ed una sola frequenza e lunghezza d'onda.
Ciò implica che ogni atomo ha il suo spettro di assorbimento caratteristico e, per ogni lunghezza d'onda cui corrisponde una transizione sufficientemente probabile, è possibile effettuare misure quantitative.

## Schema di funzionamento
Uno spettrometro di assorbimento atomico si compone delle seguenti componenti fondamentali:
- La sorgente della radiazione elettromagnetica è data da una lampada a catodo cavo (o HCL, dall'inglese Hollow Cathode Lamp), la quale emette con uno spettro molto ristretto e caratteristico dell'elemento di cui è fatto il catodo stesso. Queste lampade possono essere selettive per una sola specie chimica quando il catodo è rivestito di un solo metallo (ad esempio sodio, cromo, litio, ecc.), oppure possono essere lampade composite adatte all'analisi di più specie analitiche quando il catodo è rivestito di più metalli. Le lampade specifiche offrono una maggiore affidabilità, stabilità e durata rispetto alle lampade composite.

- Il sistema di atomizzazione è il sistema mediante il quale il campione in analisi, e quindi i metalli da ricercare, viene ridotto allo stato di gas monoatomico, condizione necessaria per la misura in quanto questa avviene misurando la differenza di intensità della radiazione elettromagnetica prima e dopo il passaggio attraverso il campione atomizzato, il quale assorbe energia mediante gli elettroni del guscio più esterno.

Esistono vari tipi di sistemi di atomizzazione:
- Atomizzazione mediante fiamma, che sfrutta la temperatura di una fiamma aria-acetilene oppure protossido di azoto-acetilene, molto più calda oppure aria-idrogeno, in cui viene nebulizzato il campione.
- Atomizzazione mediante fornetto di grafite, che sfrutta le alte temperature raggiunte da un tubicino di grafite per effetto Joule a causa di un'elevata differenza di potenziale elettrico applicata alle estremità del tubicino.

- Il sistema ottico assieme al monocromatore è un sistema di lenti e specchi che serve per collimare, indirizzare e gestire la radiazione proveniente dalla lampada ed in uscita dal campione. Il monocromatore è di fondamentale importanza ai fini analitici, in quanto serve a rendere la radiazione elettromagnetica il più possibile monocromatica (ovvero con un campo spettrale molto ridotto) prima di inviarla al rivelatore. Svolge la sua funzione sfruttando i principi di diffrazione della luce.
- Il rivelatore funge da sensore; si tratta solitamente di un fotoelettrodo che sfrutta la proprietà particellare della luce (vedi dualismo della luce) per evidenziare una radiazione incidente su un elettrodo mediante una differenza di potenziale; talvolta però, le differenze possono essere minime, perciò si ricorre ad un fotomoltiplicatore che amplifica di molte volte il segnale originale permettendone una migliore interpretazione (a discapito di parte dell'accuratezza analitica).
- Il sistema di elaborazione, che serve per l'interpretazione, il calcolo ed il salvataggio dei dati. Oggigiorno il PC è usato praticamente in ogni campo analitico.

## Sorgente
La sorgente non può essere come nel caso dell'UV/VIS una sorgente policromatica, ma deve essere una sorgente monocromatica rispetto alle radiazioni caratteristiche dell'atomo che si analizza. A tale scopo si utilizzano delle lampade che emettono nel campo spettrale caratteristico dell'atomo che si analizza. 
Ce ne sono di diversi tipi:

### Lampade a catodo cavo
Tali lampade sono costituite da un catodo di forma cilindrica a cui è applicata una differenza di potenziale elettrico (≈10mA rispetto ad un anodo metallico posto nelle sue vicinanze. 
Il gas di riempimento ovvero argon o neon, si ionizza parzialmente. Gli ioni positivi, accelerati dal campo elettrico, urtano il catodo e provocano l'espulsione degli atomi superficiali (il cosiddetto sputtering). A questo punto l'atomo isolato in fase gas viene eccitato e tende a ritornare in una situazione di neutralità più stabile emettendo energia sotto forma di radiazione luminosa. Possono essere: a singolo elemento, utili per le analisi di routine di un singolo elemento e quando è richiesta un'elevata sensibilità; multielemento, per analisi saltuarie di diversi elementi in sequenza. Sono meno sensibili delle lampade a singolo elemento e possono dare origine a sovrapposizione fra le righe spettrali, dannose soprattutto nel caso di analisi in tracce (condotte vicino ai limiti di rivelabilità).
La radiazione viene raccolta e inviata al comparto di atomizzazione dove sono presenti gli atomi del campione da analizzare.
Le lampade a catodo cavo hanno una vita non lunghissima (circa 200 ore di lavoro) infatti consumandosi vanno sostituite. Sono costituite da un'ampolla di vetro in cui è posto il metallo insieme a due elettrodi e una finestra di quarzo.

### Lampade a scarica elettrodica
Un'adeguata differenza di potenziale fra i due elettrodi fa scaturire una scarica elettrica che provoca la vaporizzazione del metallo e ne eccita gli atomi, i quali emettono le relative righe spettrali.
Attualmente sono state soppiantate dalle lampade a catodo cavo ma sono a volte utilizzate per analisi di elementi come lo stagno, che ne migliorano i limiti di rivelabilità.

### Lampade a scarica in radiofrequenza
Sono costituite da un bulbo di vetro nel quale si trova la bobina di un generatore di radiofrequenza.
All'interno del generatore si trova poi un bulbo di quarzo sigillato contenente a sua volta l'elemento.
L'energia generata dal campo di radiofrequenza vaporizza l'elemento e ne eccita gli atomi che emettono la radiazione luminosa, con intensità superiore a quelle a catodo cavo.

## Sistema di atomizzazione
Esistono vari sistemi di atomizzazione ma tutti hanno, in generale i medesimi compiti ovvero:
- essiccazione del campione
- combustione delle sostanze organiche eventualmente presenti e che potrebbero compromettere una corretta analisi
- atomizzazione

Durante la determinazione della temperatura di incenerimento di un determinato elemento vengono effettuate varie prove, nelle quali bisogna stare ben attenti a non raggiungere temperature troppo elevate che quindi potrebbero determinare l'atomizzazione di alcune molecole (questo processo andrebbe a fallare la misurazione della temperatura poiché in seguito all'atomizzazione gli atomi non vengono registrati e il segnale va via via scemando). Altro inconveniente di questa indesiderata atomizzazione è che, non appena avviene l'atomizzazione delle molecole, queste (ormai atomi liberi) vengono portate via a causa del continuo fluire del gas.

### Atomizzazione mediante fiamma
Nel sistema a fiamma, il campione viene aspirato e tramite una miscela di gas viene inviato alla camera di premiscelazione. La miscela viene quindi nebulizzata e mandata alla testa del bruciatore per essere atomizzata.
In base al tipo di elemento da analizzare, si userà una ben determinata miscela di gas.
Un altro fattore importante è che la fiamma è suddivisa principalmente in tre regioni, la zona di combustione primaria, la zona interconale ed il cono esterno. In tutte queste regioni si raggiungono temperature differenti e avvengono reazioni diverse.
Esistono varie tipologie di fiamma:
- Fiamma aria-acetilene: la sua temperatura può avere una temperatura che varia tra i 2125 °C e i 2400 °C, è la più utilizzata in quanto è adatta per l'analisi di moltissimi metalli.
- Fiamma protossido di azoto-acetilene: la temperatura di questa fiamma giunge attorno ai 2800 °C. Essa è utilizzata nel caso in cui sia necessario raggiungere temperature molto elevate e nel qual caso in cui si formino ossidi refrattari (che tendono a non decomporsi più e che quindi sarebbero difficili da atomizzare).
- Fiamma aria-idrogeno: la sua temperatura raggiunge i 2050 °C ed è particolarmente adatta per l'analisi di metalli alcalini, perché ne riduce la ionizzazione.

### Atomizzazione mediante fornetto di grafite

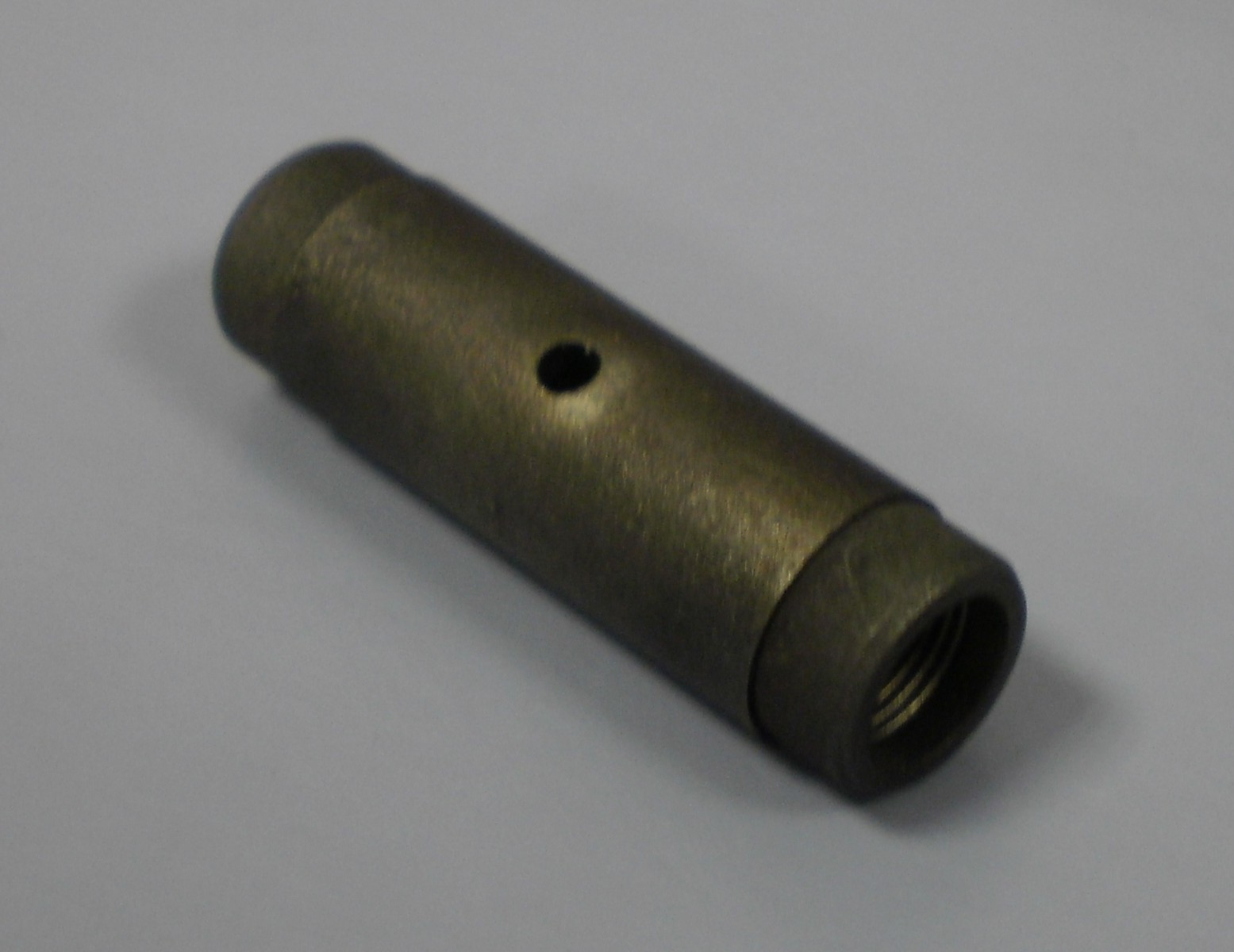
Atomizzatore in grafite

Il fornetto di grafite non utilizza una fiamma ma usa un riscaldamento elettrico. Punto forte di questo metodo sta nel fatto che si abbassa la quantità di campione necessario all'analisi e si aumenta notevolmente la sensibilità analitica.
Il campione viene posto in una camera fatta di grafite nella quale fluisce un gas inerte che rende l'atmosfera completamente non ossidante (il che permette di ovviare al problema della formazione degli ossidi refrattari). Poi, tramite rampe programmate, viene innalzata elettricamente la temperatura per eliminare eventuali sostanze organiche presenti e atomizzare il campione. Inoltre, è da notare anche il fatto che essendo formato di grafite si ha un impedimento per quanto riguarda la ionizzazione degli elementi (in particolare l'ossidazione, la più fastidiosa).

### Differenze tra atomizzazione mediante fiamma e mediante fornetto di grafite
Oltre alla loro composizione le differenze tra l'analisi effettuata in fiamma e quella effettuata nel fornetto sono le seguenti:
- Nel fornetto di grafite non abbiamo la presenza di una camera di premiscelazione, il che ci consente di non avere alcuna perdita di materiale (a differenza di quello che possiamo constatare usando la fiamma).
- L'ambiente (in fornetto) è totalmente non ossidante, il che concerne la possibilità di non avere ioni difficili da atomizzare
- Il tempo di permanenza degli atomi sul cammino ottico (nel fornetto) è maggiore rispetto al tempo di lettura di questi, poiché (come detto in precedenza) il gas fluisce in continuo e quando il flusso viene interrotto gli atomi si "immobilizzano" di conseguenza, quindi la possibilità che ogni atomo venga investito dalla radiazione è molto maggiore rispetto a quella che avremmo con la fiamma (la fiamma è irregolare e irripetibile) in cui solo una parte degli atomi viene colpita dalla radiazione della sorgente ed il tempo di lettura è davvero troppo piccolo.
- Con il fornetto c'è anche la possibilità di programmare una temperatura ben definita (con la fiamma l'elemento non viene riscaldato uniformemente e costantemente alla stessa temperatura).
- Nel fornetto si ha anche la possibilità di analizzare sostanze solide.
- La massa della sostanza necessaria per eseguire un'analisi col fornetto è 1000 volte più piccola di quella usata con la fiamma:
  - Fornetto: 1 ppb (una parte per miliardo)
  - Fiamma: 1 ppm (una parte per milione).

Un inconveniente del fornetto è che la misurazione effettuata col fornetto è molto accurata, ciò è sia un bene sia un male perché la misurazione è molto più vicina al valore vero ma la possibilità di far tornare identiche due misurazione è pressoché nulla, con la fiamma invece le misurazioni sono più precise e ciò implica la possibilità di far tornare uguali due misurazioni (ma i dati raccolti sono più lontani da quelli veri).

## Monocromatore

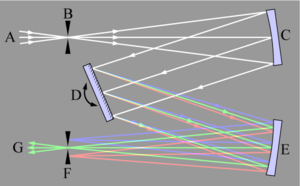
Schema di monocromatore

Il monocromatore è un sistema che permette di selezionare una sola lunghezza d'onda (o un range ristretto di lunghezze d'onda) di interesse per l'analisi che si vuole effettuare.
Si basa sui fenomeni di diffrazione della luce come, ad esempio, la scomposizione della luce bianca nelle sue componenti cromatiche dopo l'attraversamento di un prisma di cristallo.
Grazie a una serie di dati che imposta l'operatore, il monocromatore, tramite una serie di specchi e lenti mobili, può isolare una sola componente cromatica (ovvero lunghezza d'onda) per poi utilizzarla. 
La necessità di selezionare una determinata lunghezza d'onda in fase di analisi nasce dal fatto che l'accuratezza della lettura aumenta notevolmente in quanto l'intensità della frequenza di interesse non viene mascherata, in parte, dalle altre frequenze; quindi tanto più un monocromatore riesce a scindere la radiazione policromatica in una ben determinata lunghezza d'onda tanto maggiore sarà la sensibilità dello strumento.
Il PC elabora il segnale elettrico proveniente dal rivelatore ed esprime il risultato della misura in unità di assorbanza, che è la capacità degli atomi (e delle molecole) di assorbire energia da una radiazione elettromagnetica.

## Rivelatore
I rivelatori usati nelle analisi di assorbimento atomico sono perlopiù tubi fotomoltiplicatori, simili a quelli usati per l'UV/visibile. Il segnale all'uscita di questi dispositivi è direttamente proporzionale all'intensità della radiazione che lo produce, ma fortemente amplificato dalla sequenza di dinodi; l'assorbimento atomico del campione attenua la riga analitica emessa dalla sorgente e quindi fa diminuire, in proporzione, la corrente in uscita dal fotomoltiplicatore. Un fotomoltiplicatore di buone prestazioni può misurare intensità dell'ordine di 10−6 a 10−11 lumen. La sensibilità dei fotomoltiplicatori nelle diverse regioni spettrali dipende dal materiale di cui è costituito il catodo; negli strumenti di uso comune i fotomoltiplicatori forniscono buone prestazioni su tutto l'intervallo utile per la spettrofotometria di assorbimento atomico. La qualità del fotomoltiplicatore è definita dalla corrente di fondo e il rumore di fondo.

## Interferenze
Dentro al sistema di atomizzazione il campione può andare incontro ad alcuni fenomeni molecolari:
- FAAS (fiamma): nel caso in cui l'atomizzazione avvenga per mezzo della fiamma, il campione da analizzare viene prima portato in soluzione (generalmente acquosa), la quale verrà successivamente aspirata, nebulizzata e inviata al bruciatore (dove evapora e la matrice viene distrutta). Il sale che ne rimane fonde immediatamente per poi passare allo stato gassoso. Fino a questo momento la sostanza è legata ad un altro ione che contribuisce a fare in modo che la molecola non dia atomizzazione; il problema è risolvibile grazie al fatto che la temperatura fornita dalla fiamma è in grado di fornire abbastanza energia per una dissociazione omolitica suddividendo la molecola nei rispettivi atomi i cui elettroni esterni vengono eccitati (con i metalli alcalini le temperature elevate causano l'indesiderata ionizzazione degli atomi). L'assorbimento è determinato dal numero di atomi che vengono colpiti dalla radiazione emessa, il che ci fa capire che la temperatura della fiamma gioca un ruolo fondamentale. L'errore dell'assorbimento può essere dovuto anche ad interferenze chimiche, causate da particolari specie chimiche che assorbono nelle condizioni di lavoro.
- GFAAS (fornetto di grafite): i fenomeni che avvengono le fornetto sono analoghi a quelli della fiamma, eccezion fatta per la nebulizzazione della soluzione. Tra i vari problemi che si possono avere col fornetto, quello della distruzione della matrice è tra i principali, dato che dopo la distruzione della matrice devono essere estratti i fumi (generati prima della vaporizzazione dell'analita) e può accadere che si abbiano delle perdite della sostanza da analizzare.

Le interferenze si suddividono in due categorie: interferenze spettrali e interferenze non spettrali.

### Interferenze non spettrali
Sono suddivisibili in:
- Interferenze fisiche
- Interferenze chimiche
- Interferenze da ionizzazione

Le interferenze fisiche dipendono prettamente dalle caratteristiche fisiche in cui è immerso l'elemento da analizzare e si hanno principalmente con la fiamma. Nel caso in cui il campione abbia una viscosità o una tensione superficiale differente da quella degli standard, la nebulizzazione cambia e di conseguenza cambia anche il numero di atomi che raggiungono la fiamma. Sinteticamente: maggiore è la viscosità della matrice, peggiore sarà la resa ricavabile. Per riuscire a raggiungere una matrice paragonabile a quella delle soluzioni standard, si esegue il metodo dell'aggiunta.
Le interferenze chimiche, invece, dipendono da particolari specie chimiche presenti all'interno della matrice o del sistema di atomizzazione che interagendo con gli atomi fanno in modo che il prodotto non dia assorbimento. esse si possono avere sia in fiamma sia nel fornetto:
- FAAS: è possibile che all'interno della matrice ci siano specie chimiche che possono formare composti refrattari (molto stabili) che determinano un calo nell'assorbimento. Per separare la specie in grado di formare composti refrattari è necessario, in alcuni casi, aggiungere sostanze del tutto estranee alla matrice (esse vanno aggiunte anche alla soluzione standard, quindi) o incrementare la temperatura della fiamma. Per esempio: la presenza di fosfati interferisce nella determinazione del calcio poiché si forma il pirofosfato (che non si dissocia, causando una diminuzione dell'assorbimento). Si può ovviare a questo problema aggiungendo una piccolissima quantità (circa l'1%) di lantanio, che fornisce una fosfato più stabile di quello del calcio.
- GFAAS: le interferenze verificate in questo caso sono dovuto a tutti quei fattori che impediscono la completa atomizzazione dell'analita e dipendono dalle caratteristiche della matrice. Per ovviare al problema dei carburi stabili (dato che la grafite è formata da atomi di carbonio) si ricorre alla sinterizzazione (ovvero alla fusione della grafite, per eliminare le porosità, che favoriscono le reazioni indesiderate). Per risolvere il problema causata dalle interferenze della matrice è possibile usare un modificatore, che rende la matrice un composto più volatile e l'analita, oppure dei reagenti che incrementano la temperatura di decomposizione dell'analita di modo da poter lavorare a temperature più alte decomponendo la matrice. Se anche con il modificatore il problema dovuto alla matrice non è risolvibile, allora si ricorre ulteriormente al "metodo dell'aggiunta".

Le interferenze da ionizzazione sono presenti solamente nella fiamma (dato che, come già detto precedentemente, nel fornetto l'atmosfera non è ionizzante e quindi queste interferenze non si verificano). Nella fiamma aria-acetilene le temperature che si raggiungono sono molto elevate e questo può determinare una ionizzazione degli elementi alcalini e alcalino-terrosi. Per fare in modo che il problema non sussista viene introdotto un "agente schermate" (in quantità ingenti), ovvero un altro metallo alcalino che si ossida più facilmente e che quindi determina una riduzione dell'analita.

### Interferenze spettrali
Sono suddivisibili in:
1. Interferenze da emissione: causate dalla emissione da parte di particelle che si trovano lungo il cammino ottico. Sono verificabili sia in fiamma sia in fornetto:
- FAAS: il sistema di atomizzazione è posto lungo il cammino ottico, il che rende inevitabile che lo spettro di emissione prodotto da queste particelle possa sovrapporsi a quello della lampada. Queste particelle, non solo emettono radiazioni, ma possono essere in grado anche di assorbire una parte della radiazione emessa dalla lampada. Affinché questo problema sia eliminabile si esegue il metodo delle aggiunte o l'azzeramento. La banda passante da cercare è quella più piccola possibile, ma essa deve essere anche compatibile con lo strumento. I problemi dovuti alla fiamma o al solvente sono risolvibili effettuando il bianco.
- GFAAS: dopo aver incenerito la matrice si ha la formazione di fumi (che vanno a interferire con l'assorbimento da parte del campione). In aggiunta anche il tubo di grafite fornisce emissione di ampio spettro che, colpendo il fotomoltiplicatore può saturarlo. La risoluzione di questo inconveniente è praticabile cambiando l'angolo di esposizione del fotomoltiplicatore e la fenditura di uscita del monocromatore.

2. Interferenze atomiche: causate da un altro elemento (che non sia l'analita) il quale dà una riga spettrale vicino a quella analitica, determinando un aumento dell'assorbanza. Queste interferenze non sono molto comuni, comunque, perché le righe analitiche sono molto strette (0.001-0.002 nm). Esse si possono verificare nel caso in cui si abbiano lampade multielemento e la fenditura sia troppo ampia; questi inconvenienti sono comunque segnalati nel manuale fornito dal costruttore.
3. Interferenze molecolari: dovute a specie molecolari (presenti nella matrice) che determinano un errore in eccesso. Generalmente queste interferenze sono eliminabili con l'aumento del calore della fiamma (usando la fiamma protossido di azoto-acetilene) o della temperatura nel tubo di grafite con il fine di migliorare l'atomizzazione (anche se con l'aumento della temperatura nella fiamma si può avere un'eccessiva ionizzazione). Ad esempio, il calcio può provocare un errore in eccesso nella determinazione del bario (CaOH assorbe a 554 nm, mentre il Bario a 553,6 nm).
4. Interferenze di scattering: causate, in fiamma e in fornetto, dalla presenza di particelle solide o gocce non perfettamente vaporizzate, che provocano fenomeni di diffusione e quindi un aumento dell'assorbimento. Si può ovviare a questo problema cambiano di rapporto combustibile/comburente (in modo da avere una distruzione della matrice più completa, ma non deve essere troppo eccessiva la temperatura altrimenti potrebbe verificarsi la volatilizzazione di alcuni elementi) ma un certo assorbimento di fondo deve essere tollerato nel caso di un metallo volatile in una matrice termoresistente.

### Correzione dell'assorbimento di fondo
L'insieme delle interferenze spettrali molecolari e quelle di scattering determinano un assorbimento di fondo che ha un intervallo molto ampio (10-100 nm). Per ridurne l'ampiezza, oltre a restringere la fenditura d'ingresso del fotomoltiplicatore o usare dei modificatori della matrice vengono usati dei sistemi di correzione molto specifici:
1. Metodo delle linee
2. Sistema a sorgente continua
3. Sistema Zeeman
4. Sistema Smith-Hieftje

1. Per questo metodo vengono misurati due valori di assorbanza: quello dell'analita e un valore di confronto (in cui si è certi che l'analita non assorbe), situato ad una lunghezza d'onda abbastanza vicina alla riga di risonanza analitica. La componente dovuta ad interferenze può essere eliminata sottraendo il valore di confronto all'assorbanza dell'analita.

## Il sistema di elaborazione
Il sistema di elaborazione è la parte dello strumento più vicina all'operatore il quale, tramite un'apposita interfaccia, riesce a comunicare con lo strumento. È generalmente un PC il quale, tramite appositi strumenti hardware, riesce a comunicare con lo strumento.
Il PC, per sua natura, rende la comunicazione tra l'operatore e lo strumento estremamente semplice e diretta. L'operatore, tramite appositi software riesce così a gestire lunghezze d'onda, temperature d'esercizio, diagnostica dello strumento, tempi di analisi ecc.
Inoltre il software elabora i dati provenienti dallo strumento e li visualizza all'operatore in unità facilmente comprensibili (assorbanza, mg/L, ppm...).
Oltre alla semplice elaborazione, il computer permette all'operatore di creare report e di stamparli, di archiviare i dati analitici, di gestire il database delle analisi e, grazie ad internet, di inviare, condividere e pubblicare i dati analitici per favorire un costante aggiornamento e sviluppo soprattutto nell'ambito della ricerca.

## Tecnica dei vapori freddi
È un metodo relativamente più "moderno", molto utilizzato nell'analisi del mercurio per il quale fornisce elevata sensibilità, sfrutta la reazione tra NaBH4 (boroidruro di sodio) ed il campione solubilizzato producendo la riduzione del mercurio a mercurio metallico. Il mercurio forma un metallo liquido con una relativamente elevata pressione di vapore; i vapori, insufflando gas inerte nella soluzione o attraverso un sistema di filtraggio, vengono portati in una cella chiusa dove vengono attraversati dalla radiazione elettromagnetica.

## Tecnica della generazione di idruri
La soluzione in esame viene fatta reagire con NaBH4 in un sistema di reazione esterno alla spettrofotometro. In questo modo, elementi come arsenico, bismuto, germanio, piombo, antimonio, selenio, stagno e tellurio tendono a formare idruri volatili che vengono convogliati in un'apposita cella. Riscaldando la cella gli idruri si decompongono formando specie atomiche il cui assorbimento viene misurato nel modo consueto.